# Престон Стерджес
Престон Стерджес (англ. Preston Sturges; 29 серпня 1898, Чикаго, Іллінойс — 6 серпня 1959, Нью-Йорк, Нью-Йорк) — американський кінорежисер, сценарист, драматург.

## Біографія
Народився в сім'ї комівояжера Едмунда Байдена. Коли йому було три роки, його мати, Мері Естелл Демпсі, поїхала з ним до Парижа, маючи намір зробити кар'єру співачки. Повернувшись до США, в 1902 р. вона одружилася втретє з багатим брокером Соломоном Стерджесом, який усиновив Престона.
У 1917 р. Престон вступив на службу до ВПС, але у бойових діях не брав участі. У 1919—1927 р.р. служив управителем у магазині, яким володів четвертий чоловік його матері.
У 1928 р. в Массачусетсі була поставлена п'єса Стерджеса «Свиня-скарбничка», яка мала успіх і через рік поставлена на Бродвеї. На початку 1930-х Стерджес почав працювати сценаристом за наймом у Голлівуді. Добре заробляючи, він був незадоволений фільмами за своїми сценаріями, особливо тим, як режисери зверталися з його діалогами. У 1939 р. Стерджесу нарешті випала щаслива можливість: він запропонував студії Paramount свій сценарій «Великий Макгінті» за 1 долар (пізніше керівництво підняло ціну до 10 доларів) за умови, що сам виступить режисером фільму. За сценарій Стерджес отримав премію «Оскар» у рік заснування номінації «Кращий оригінальний сценарій» (1940). На хвилі успіху «Макгінті» з подібними проектами виступили Біллі Вайлдер та Джон Х'юстон.
Найпліднішим для Стерджеса був період 1939—1944 рр., коли з'явилися його найкращі фільми. Незалежність Стерджеса неминуче призводила до конфліктів із студійними босами. Наприклад, Стерджес вважав за краще працювати з одними й тими ж характерними акторами, тоді як керівництво студії вважало, що публіці набридають одні й самі обличчя на екрані.
Після закінчення договору з Paramount в 1944 році Стерджес стає незалежним кінематографістом, заснувавши на пару з Говардом Хьюзом компанію California Pictures. Перший же проект компанії, «Гріх Гарольда Діддлбока» (1947), в який Стерджес запросив Гарольда Ллойда, що пішов на спокій, провалився в прокаті. Х'юз, який обіцяв не втручатися у зйомки, вилучив фільм із прокату для перемонтажу, який тривав 4 роки. Нова версія вийшла в 1950 р. під назвою «Божевільне середовище», проте успіху також не мала. На зйомках наступного проекту, «Вендетта», союз Стерджеса-Хьюза розпався. Після цього Стерджес поставив два фільми на 20th Century Fox, також безуспішних і останніми голлівудськими проектами.
До середини 1950-х у Стерджеса почалися серйозні проблеми з алкоголем. Він вважав за краще проводити час у Європі, де поставив свій останній фільм, «Французи — кумедна раса», який не мав успіху.